# Фарафоново (Кезький район)
Фарафо́ново (рос. Фарафоново) — присілок в Кезькому районі Удмуртії, Росія.
Населення — 6 осіб (2010; 4 в 2002).
Національний склад станом на 2002 рік:
- росіяни — 100 %

Урбаноніми:
- вулиці — Зарічна